# Kaple svaté Elišky (Chlumec)
Kaple svaté Elišky (sv. Alžběty Durynské) je jednou z ústředních kaplí chlumecké farnosti a místního domova pro seniory.

## Historie
Na základě císařského nařízení Josefa II. z roku 1781 vznikaly po celé habsburské monarchii ústavy pečující o chudé a nemocné. Zakladateli těchto institucí byly po většinou církevní řády a vysoká šlechta. O založení špitálu v Chlumci se zasloužila manželka majitele panství hraběnka Alžběta Westphalen - Furstenberg. Po její smrti 5. prosinci 1860 byla předána žádost o jeho založení zemskému místodržícímu v Čechách hraběti z Forgáchů. Jeho schválením byl poté na výročí narození zesnulé hraběnky položen 14. 8. 1861 základní kámen za účasti celé hraběcí rodiny a zástupců okolních šlechtických rodů.
Po krátké bohoslužbě byly vloženy dokumenty do pamětní schránky, která byla umístěna u základního kamene a později vyzvednuta při přestavbě domova v roce 1984. Kaple, která byla v domově zřízena byla poté zasvěcena sv. Elišce, něm. Elisabeth.
Na rozdíl od běžné tradice nebyly ale do schránky vloženy i mince z té doby, neboť se jevilo jako příhodnější věnovat obnos potřebným.
Po dokončení stavby byl ústav předán do péče řádu Milosrdných sester sv. Kříže, které zde o své svěřence pečovaly až do roku 1960, kdy byly ve své náročné službě nahrazeny sestrami řádu Navštívení Panny Marie. 
V období komunistické represe vůči církevním řádům byl ze strany státu kladen čím dál větší odpor a sestrám byla čím dál více omezována činnost v domově, přesto se však o chod nevyhovujícího ústavy staraly prakticky samy. Po modernizaci a přestavbě, kdy domov postupně přebíral zdravotnický personál, setry postupně odcházely na zasloužený odpočinek. S rozšířením kapacity v polovině 80 let, byly nuceny sestry stávající objekt opustit a jako náhradu získaly dva sousední domy č.p. 74 a 73.
V současnosti je objekt uzpůsoben jako domov pro seniory, jehož vlastníkem je Ústecký kraj.

## Bohoslužby
Pravidelné mše se neslouží.